# Maenola
Maenola Simon, 1900 è un genere di ragni appartenente alla famiglia Salticidae.

## Distribuzione
Le tre specie note di questo genere sono diffuse in America meridionale; in particolare in Venezuela, Brasile e Guyana.

## Tassonomia
A maggio 2010, si compone di tre specie:
- Maenola braziliana Soares & Camargo, 1948 — Brasile
- Maenola lunata Mello-Leitão, 1940 — Guyana
- Maenola starkei Simon, 1900[2] — Venezuela